# Enchelynassa canina
Enchelynassa canina – gatunek ryby z rodziny murenowatych (Muraenidae), jedyny przedstawiciel rodzaju Enchelynassa. 
Występuje w Oceanie Indyjskim i Oceanie Spokojnym. Osiąga do 250 cm długości. Żeruje nocą żywiąc się głównie rybami. Niebezpieczna dla człowieka. Sprowokowana może zaatakować.